# Солейман II
Солейман або Сулейман II (*1714 —1776) — шах Ірану в 1749-1750.

## Життєпис
Належав до династії Сефевідів по материнській лінії. Молодший син Сайєда Мірзи Мухаммеда Дауда аль-Хусайні аль-Мараші, мутавалі (керуючого справами) святині імама Алі Рези в Мешхеді, та Шахбану-Бегум, донькі шаха Солеймана Сефі. При народжені 1714 року отримав ім'я Султан-Мухаммеда Мірзи. Одружився з донькою шаха Солтан Хусейна.
У 1749 з початком боротьби за трон між спадкоємцями Надер Шаха. В цей час повстало населення міста Мешхеда. Незабаром значна частина Хорасану відпала від династії Афшаридів. Водночас шахом оголошено Султан-Мухаммеда Мірзу під ім'я Солеймана II. На його бік перейшла низка тюркських племен, насамперед каджари на чолі із Мухаммед Хасан-ханом, хакімом (намісником) Астрабаду, пуштуни на чолі із Азад-ханом Афганом, хакімом Урмії та Тебріза. Також задля залучення на свій бік шах оголосив податкову амністію на 3 роки. В результаті володіння Солеймана II охопили землі від Герату до кордону з Османською імперією.
Незабаром було переможено Шахроха, сина Надир Шаха. На початку 1750 вступив у конфлікт з Ахмад-шахом Дуррані, еміром Кандагару, який вдерся до Герату. Того ж року війська Солеймана II стали зазнавати невдачі у війні з Дурруні. В результаті серед невдоволених сановників проти Солеймана II склалася змова, внаслідок чого того було повалено й засліплено. 
Перебував у в'язниці до самої смерті у 1776.